# Honoria Acosta-Sison

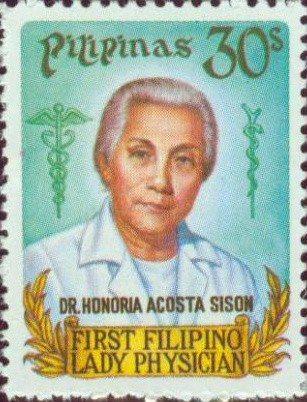
Honoria Acosta-Sison

Honoria Acosta-Sison (Calasiao, 30 december 1888 - 19 januari 1970) was de eerste vrouwelijke Filipijnse arts.

## Biografie
Honoria Acosta-Sison studeerde na het voltooien van haar middelbareschoolopleiding in de Filipijnen aan het Woman's Medical College of Pennsylvania in de Verenigde Staten, waar ze in 1909 als eerste Filipijnse vrouw ooit afstudeerde als arts. Na haar afstuderen werkte ze een jaar als arts-assistent op haar alma mater, waarna ze terugkeerde naar de Filipijnen om in 1912 te gaan werken op de afdeling Verloskunde en Gynaecologie van de State Medical School, later de University of the Philippines (UP). Ze werkte zich op tot ze in 1938 werd benoemd tot professor in de verloskunde. Daarnaast doceerde ze aan diverse medische opleidingen, waaronder die van de University of the Philippines. Van 1941 tot 1943 was ze hoofd van de afdeling Verloskunde en Gynaecologie. Ze zette zich haar leven lang in om het medisch onderwijs in de Filipijnen te verbeteren, met name op haar specialisatie gynaecologie en verloskunde. In 1951 kreeg ze hiervoor de Presidential Medal for Medical Research en in 1955 werd ze benoemd tot emeritus-professor van de UP.
Ze overleed op 81-jarige leeftijd aan de gevolgen van een longontsteking. Ze was getrouwd met Antonio G. Sison, een voormalig decaan van de faculteit geneeskunde van de University of the Philippines.

## Bron
- Carlos Quirino, Who's who in Philippine history, Tahanan Books, Manilla (1995)
- Orbituary - H. Acosta-Sison M.D. Mother of Philippine Obstretrics The Journal of The Asian federation of Obstetrics and Gynaecology, Volume 1, Issue 2, p. 179–183, (december 1970)

- International Standard Name Identifier: 0000 0003 8808 3041
- Nederlandse Thesaurus van Auteursnamen: 072365358
- Virtual International Authority File: 281164345
- WorldCat: E39PBJrRgH8VX4Qg4vtVRrKmVC